# Heathers
Heathers is een Amerikaanse komische misdaadfilm uit 1989 onder regie van Michael Lehmann.

## Verhaal
Veronica Sawyer zit in het populaire groepje The Heathers. Zij heten zo, omdat iedereen, behalve Veronica, Heather als eerste naam delen: Heather Duke, Heather McNamara en Heather Chandler. Deze drie zijn oppervlakkig, egoïstisch en gemeen tegen minder populaire leerlingen. Veronica gaat alleen met ze om omdat ze populair zijn en erbij te willen horen. Maar Veronica houdt niet van pesterijen en was eerder bevriend met Betty Finn, het pispaaltje. Wanneer Jason 'J.D.' Dean twee pestkoppen met een pistool bedreigt, is Veronica onder de indruk. Ze krijgen ook al snel een relatie.
Veronica is kwaad op Heather Chandler. J.D. maakt een grapje over haar gootsteenontstopper geven in plaats van een drankje tegen haar kater, als wraak. Maar als Veronica niet goed oplet voert hij het dreigement uit, waardoor Heather Chandler overlijdt. J.D. haalt Veronica over een zelfmoordbriefje bij haar te leggen en zo weten ze iedereen wijs te maken dat Heather Chandler zelfmoord heeft gepleegd.
Al snel komt J.D. op met een ander plan: hij wil pestkoppen en sportatleten Ram en Kurt straffen voor hun pesterijen en stelt voor ze naar de bossen te lokken door te zeggen dat ze daar seks mogen hebben met Veronica. Als ze hier zijn zouden ze beschoten worden met verdovingspijlen en vervolgens spullen bij hen neerleggen (zoals een flesje bronwater) dat zou zeggen dat de twee homo zijn.
Als de twee jongens zich beginnen uit te kleden voor Veronica, verschijnt J.D. achter de boom en schiet Ram neer, wanneer Veronica echter Kurt wil raken schiet ze mis. J.D. rent achter hem aan en Veronica realiseert zich dat het echte kogels waren. J.D. weet hem echter weer toe te leiden naar Veronica en ze schiet hem neer. Weer laten ze het lijken alsof het zelfmoord was.
Veronica voelt zich al snel schuldig over de misdaden die ze gepleegd heeft. Ondertussen proberen andere kinderen op school nu ook zelfmoord te plegen, omdat al drie populaire mensen "dit gedaan zouden hebben". Bijvoorbeeld de verlegen en zwaarlijvige Martha "Dumptruck" Dunnstock die voor het verkeer springt. Ze overleeft het echter.
Veronica beseft dat ze wil stoppen met moorden, maar wanneer ze het aan J.D. vertelt, wordt hij razend. Hij dreigt Heather Duke te vermoorden en vervolgens Veronica zelf. Daarom fingeert Veronica haar eigen dood door iedereen te laten denken dat ze zichzelf heeft opgehangen. Wanneer J.D. haar opgehangen aantreft en denkt dat ze dood is, vertelt hij aan haar dat hij de school wil opblazen.
De volgende dag gaat Veronica naar school en confronteert J.d.. Ze komen in een pistoolgevecht en Veronica schiet J.D. zijn middelvinger eraf. Ze weet uiteindelijk de school te redden, maar J.D. niet.

## Rolverdeling
| Acteur              | Personage                    |
| ------------------- | ---------------------------- |
| Christian Slater    | Jason 'J.D.' Dean            |
| Winona Ryder        | Veronica Sawyer              |
| Shannen Doherty     | Heather Duke                 |
| Lisanne Falk        | Heather McNamara             |
| Kim Walker          | Heather Chandler             |
| Penelope Milford    | Pauline Fleming              |
| Lance Fenton        | Kurt Kelly                   |
| Patrick Labyorteaux | Ram Sweeney                  |
| Jeremy Applegate    | Peter Dawson                 |
| Carrie Lynn         | Martha 'Dumptruck' Dunnstock |
| Glenn Shadix        | Eerwaarde Ripper             |
| Phill Lewis         | Dennis                       |
| Renée Estevez       | Betty Finn                   |
| Jennifer Rhodes     | Mrs. Sawyer                  |
| Bill Cort           | Mr. Sawyer                   |
| John Ingle          | Rector Gowan                 |
| Kirk Scott          | "Big Bud" Dean, J.D.'s vader |

## Musical
In 2014 kwam er een musical uit van de film, deze liep van maart 2014 tot augustus 2014 off-Broadway. Waarna het in 2018 in Londen liep, eerst off-West End en later dat jaar op West End. 